# Rhynchalastor xanthosoma
Rhynchalastor xanthosoma är en stekelart som först beskrevs av Schlett. 1891.  Rhynchalastor xanthosoma ingår i släktet Rhynchalastor och familjen Eumenidae. Inga underarter finns listade i Catalogue of Life.